# 国立病院機構新潟病院
独立行政法人国立病院機構新潟病院（どくりつぎょうせいほうじん こくりつびょういんきこう にいがたびょういん）は、新潟県柏崎市にある医療機関。独立行政法人国立病院機構が運営する病院である。旧国立療養所新潟病院。
政策医療分野における神経・筋疾患、成育医療、重症心身障害の専門医療施設である。病院の北側に新潟県立柏崎特別支援学校が隣接しており、入院しながらの通学が可能である。
附属の看護学校を併設する。

## 沿革
- 1939年 - 傷痍軍人新潟療養所として創設
- 1945年 - 厚生省へ移管、国立新潟療養所として発足
- 1947年 - 小千谷分院発足（後に国立療養所西小千谷病院。現在の社会福祉法人長岡福祉協会小千谷さくら病院）
- 1947年 - 柏崎市に昭和天皇の戦後巡幸。昭和天皇が患者を慰問[2]。
- 1948年 - 国立犀潟療養所が分院として発足（後に国立療養所犀潟病院。現在のさいがた医療センター）
- 1966年 - 新潟県立柏崎養護学校設立
- 1978年 - 看護学校第一回入学
- 1983年 - 国立療養所新潟病院と改称
- 2000年 - 国立高田病院と統合（国立高田病院の施設は上越市へ移譲、現在は上越地域医療センター病院に[3]）
- 2001年 - 厚生労働省へ移管
- 2004年 - 独立行政法人へ移行、独立行政法人国立病院機構新潟病院となる

## 診療科
- 内科[4]
- 脳神経内科[4]
- 小児科[4]
- 外科[4]
- 整形外科（入院患者のみ対応）[4]
- 脳神経外科[4]
- リウマチ科[4]
- 放射線科[4]
- リハビリテーション科[4]
- 歯科（入院患者のみ対応）[4]
- 心療科[4]

## 病床
- 総病床数 350[4]
  - 一般 118床
  - 重心 116床
  - 筋ジス 116床

## 医療機関の指定・認定
（下表の出典）
| 保険医療機関                                   | 指定養育医療機関                 |
| 労災保険指定医療機関                           | 指定療育機関                     |
| 指定自立支援医療機関（更生医療）               | 指定小児慢性特定疾病医療機関     |
| 指定自立支援医療機関（育成医療）               | 戦傷病者特別援護法指定医療機関   |
| 指定自立支援医療機関（精神通院医療）           | 原子爆弾被害者医療指定医療機関   |
| 身体障害者福祉法指定医の配置されている医療機関 | 公害医療機関                     |
| 精神保健指定医の配置されている医療機関         | 特定疾患治療研究事業委託医療機関 |
| 生活保護法指定医療機関                         | 在宅療養後方支援病院             |

このほか、各種法令による指定・認定病院であるとともに、各学会の認定施設でもある。

## 関連施設
- 認知症疾患医療センター[6]
- 病児保育室「ムーミンハウス」[6]
- 指定通所支援事業所「たんぽぽ」[6]

## 交通アクセス
- 越後交通バス新潟病院前」停留所 - 当院玄関前に設けられている。